# Historia de la medicina legal en Venezuela

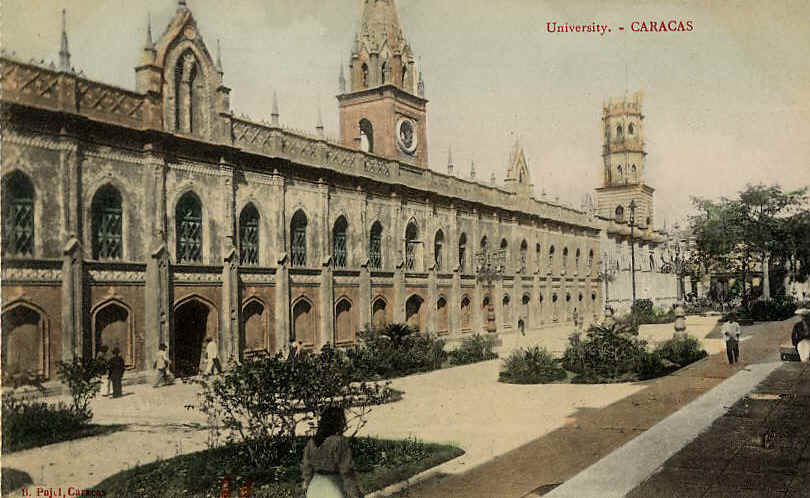
Fachada de la Universidad Central de Venezuela, donde nació la Medicina Legal en Venezuela.

La historia de la medicina legal en Venezuela tiene una cronología que data desde los días de Simón Bolívar y los inicios de la República misma hasta el presente, con la creación de instituciones públicas y privadas y legislaciones que dan lugar al presente estado de compatibilidad médico-legal. Expuesta a la tecnología de las épocas y los desafíos de los liderazgos políticos, la medicina legal en Venezuela vivió épocas de luminosidad científica y legal, así como momentos de poco esplendor y apatía. Los principales autores de la jurisprudencia médica de Venezuela han impulsado los aspectos legales que rigen la práctica médica en la República Bolivariana de Venezuela del presente. Sin duda, la medicina legal venezolana es producto de la historia y de la cultura de las épocas en que se desarrolló, y expresa los valores predominantes de la práctica médica y legal en el país. 

## Período colonial

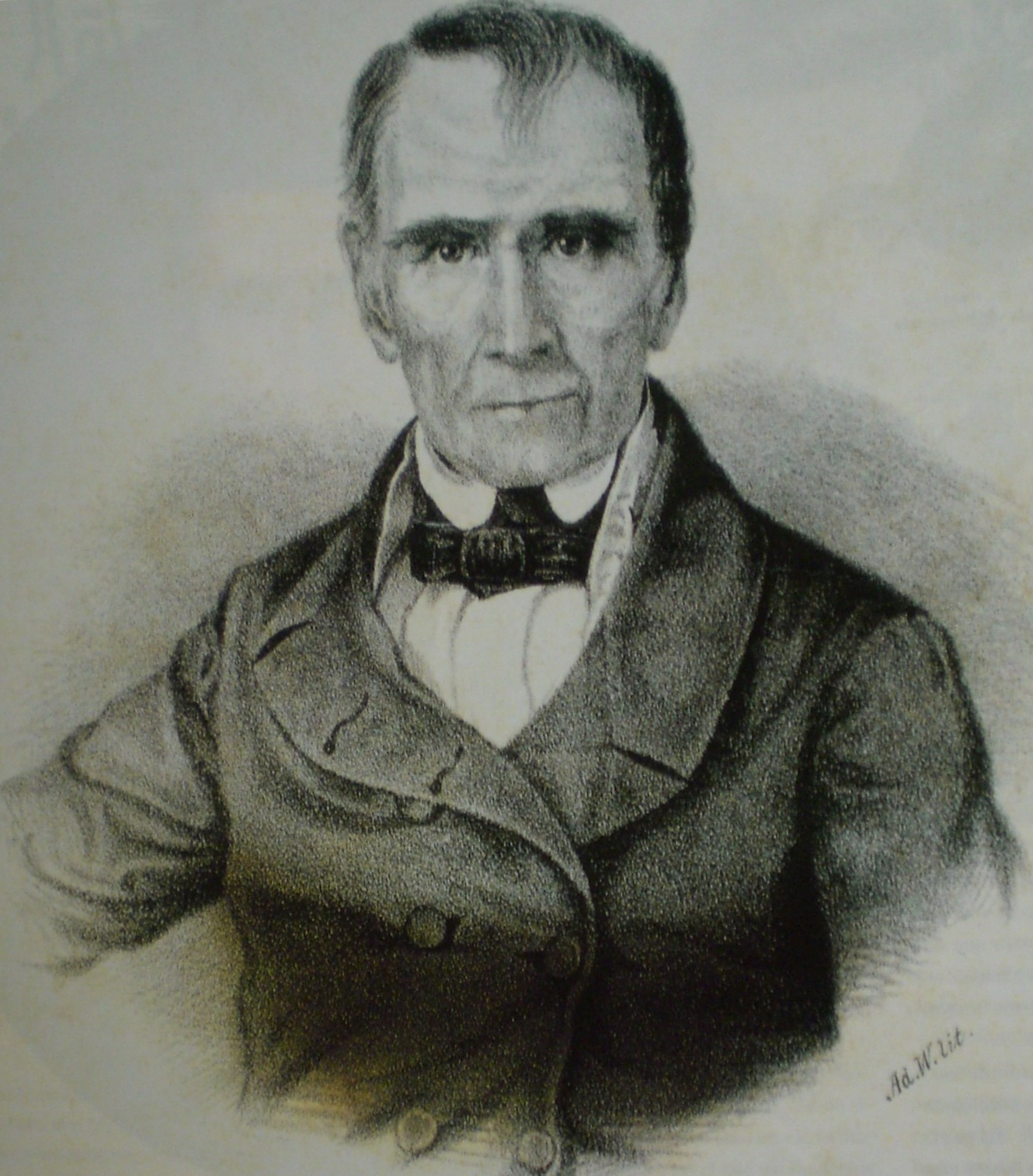
José María Vargas (1786 - 1854) médico y uno de los primeros catedráticos de medicina legal en Venezuela.

La cátedra de medicina legal en Venezuela fue incluida por primera vez en la universidad fundada en el país, el actual Patrimonio de la Humanidad, la Universidad Central de Venezuela. La Universidad fue fundada en 1721 como la Universidad de Caracas. La separación de la monarquía española y de la academia religiosa ocurrió en 1826 con el triunfo del movimiento de independencia del país. Simón Bolívar proclamó Estatutos Republicanos en la Universidad para reemplazar la constitución Real que hasta entonces la regía y se cambió el nombre por Universidad Central de Venezuela. 
La Medicina Legal fue prevista en los Estatutos Republicanos del Liberador, cuyo artículo 83 establece:

Las clases de Medicina se dividirán por el orden siguiente: primero, una de anatomía general y descriptiva; segundo, una de fisiología e higiene ... tercero, una de nosografía y patología interna o medicina práctica; cuarto, una de nosografía y patología externa o cirugía; quinto, una de terapéutica, materia médica y farmacia; sexto, una de obstetricia o partos; séptimo, una de medicina legal. Además habrá cursos de clínica médica y quirúrgica que darán en los hospitales los respectivos profesores...
RFM v.26 n.2 Caracas jul. 2003

Un poco más adelante, en el artículo 91 se prevé que la Medicina Legal quedará a cargo de los profesores de Clínica Médica y Clínica Quirúrgica:

Clínica Médica y Quirúrgica y Medicina Legal. En estas cátedras se enseñará la clínica médica o la aplicación de los principios teóricos a la práctica. Igualmente la clínica quirúrgica o externa en todos sus ramos; ...Los mismos catedráticos darán también lecciones de Medicina Legal, en las épocas que lo exija la distribución de los cursos.
RFM v.26 n.2 Caracas jul. 2003

La antedicha cátedra de medicina legal fue inaugurada por primera vez quince años después de la instauración de los Estatutos Republicandos de la UCV, en el año 1841, figurando conjuntamente con Materia Médica y Terapéutica, con Antonio José Rodríguez como primer catedrático. Rodríguez sería luego rector de la UCV (1852 - 1855). Otros profesores contemporáneos de la cátedra fueron los doctores José María Vargas y Gregorio Blanco.

## Siglo XIX

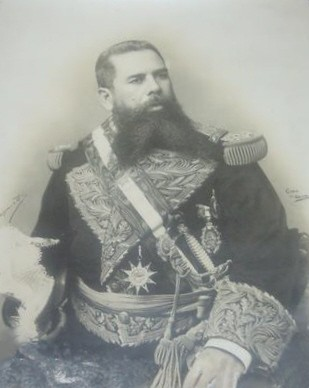
Joaquín Crespo quien a fines del, durante su segundo término como Presidente de Venezuela legisló la cátedra de Anatomía Patológica de la UCV.

La primera revista médica de Venezuela fue escrita por el médico graduado en 1850 de la UCV, Gregorio Eusebio Blanco llamada El Naturalista, publicado a partir de 1857. Blanco mismo ejerce en la Universidad Central de Venezuela las cátedras de Terapéutica y Medicina Legal desde 1864 a 1883. Sus clases de Medicina Legal fueron reunidas en el volumen Lecciones orales de medicina legal: Ajustada á la legislación de los Estados Unidos de Venezuela publicado en 1879.
El 7 de junio de 1878 se publicó por primera vez en la Gaceta Legal el Código de Instrucción Médico Forense. A pesar de tener artículos anacrónicos, el código permanece en vigencia en el presente y rige las normas de experticia médico legal. El código abre sus rigencias relacionando la medicina de las leyes jurídicas:

Artículo 1: Todo Médico-cirujano se considera adjunto al Juzgado de demarcación en que resida, y acudirá al llamamiento del Juez, a menos que motivo legítimos se lo impidan.

Contemporáneo con la creación del Hospital de Niños en 1893 y de la Cruz Roja en Venezuela el 30 de enero de 1895, el gobierno del general Joaquín Crespo inauguró la cátedra de Anatomía Patológica en la UCV. El evento acompañado por un decreto legal se creó el 31 de enero de 1895.

## SigloXX
Para el apoyo técnico de la práctica del perito se fundó el Instituto de Medicina Legal de Caracas el 22 de mayo de 1937, como dependencia del entonces Ministerio de Justicia creándose los servicios médico-forenses de la capital venezolana con un servicio de Medicatura Forense a la orden de los tribunales de justicia. El 24 de julio de 1940 se crean como parte de la ley de educación, las primeras especialidades médicas de Venezuela, incluyendo la medicina legal y la de los médico higienistas. Dos años después a partir de 1942 se fundan las medicaturas forenses de diferentes ciudades del país: La Guaira, Valencia (1943) y Maracaibo (1946). En 1948 ocurre formalmente la nacionalización de la justicia. 

### PTJ
En 1956, el consejo académico de la UCV promulgó un nuevo reglamento de la facultad de medicina y se creó el entonces Instituto de Medicina Legal de Venezuela, aun cuando no funcionó nunca. Wolfgang Larrazábal, presidente provisional de la Junta de Gobierno Contralmirante, promulga el decreto N.º 38 el 15 de febrero de 1958 para la construcción del Palacio de Justicia y luego el 20 de febrero de ese año el decreto N.º 48 con Fuerza de Ley, para la creación de un “Cuerpo de Policía especializado para la investigación de los delitos de Acción Penal”, auxiliar del Ministerio de Justicia y llamado «Cuerpo Técnico de Policía Judicial». Esta institución absorbe funcional y administrativamente a la Medicatura Forense de la República. Anterior a ello, la investigación penal era dirigida por la policía civil de la Seguridad Nacional del recién derrocado General Marcos Pérez Jiménez, institución que históricamente no contó con una edificación adecuada ni un instituto académico para la formación científica de sus investigadores. Al crearse el Cuerpo Técnico de Policía Judicial, el instituto pasó a formar parte de la División General de Medicina Legal. En el resto del país, para 1960, cada estado ya tenía una unidad de Medicatura Forense, dependencia de la nueva Policía Técnica Judicial (PTJ).

### Sociedad Venezolana de Medicina Forense
La Fundación de la Sociedad Venezolana de Medicina Forense se fundó el 6 de enero de 1964 y el primer instituto de medicina legal del país el 27 de mayo de 1967. En 1974 se escribe la Ley de Policía Judicial donde se relaciona a la Medicina Forense con otras especialidades médicas afines. Luego en 1977, Caracas fue sede de la única reunión que la Academia Internacional de Medicina Legal y Medicina Social, organización europea, ha celebrado en Latinoamérica.  Ese acontecimiento sirvió para fundar la Asociación Latinoamericana de Medicina Legal y Deontología Médica de Venezuela. En 1988 se reactiva la Sociedad Venezolana de Medicina Forense.
Coincidiendo con la fundación de la Sociedad Venezolana de Medicina Forense, el rector de la Universidad de Carabobo, Humberto Giugni creó en esa casa de estudios el Centro de Investigaciones Penales y Criminológicas de la Facultad de Derecho el 16 de febrero de 1964.

### Cuerpo de Investigaciones Científicas, Penales y Criminalísticas
Después de la elección a la presidencia de la República de Venezuela de Hugo Chávez, la Constitución Nacional es reescrita y publicada el 30 de diciembre de 1999 como la Constitución de la República Bolivariana de Venezuela, en la Gaceta Oficial N° 36.860. El artículo 332 del nuevo documento constitucional establece la disposición de crear el Cuerpo de Investigaciones Científicas, Penales y Criminalísticas (CICPC) que tomaría el lugar de la Policía Técnica Judicial, con la finalidad de «mantener y restablecer el orden público, proteger al ciudadano o ciudadana, hogares y familias, apoyar las decisiones de las autoridades competentes y asegurar el pacífico disfrute de las garantías y derechos constitucionales, de conformidad con la ley». En Venezuela, la CICPC es responsable de las investigaciones criminales, servicios forenses y otras áreas como tráfico de drogas.
El fundamento del funcionamiento y organización de la nueva institución criminalística es la misma ley de la Policía Judicial, promulgada el 8 de julio de 1975. En mayo de 2001 la Dirección General del Cuerpo Técnico de Policía Judicial es reorganizada y renombrada como Dirección Nacional de Investigaciones Penales. Finalmente, la organización del CICPC fue promulgada en la Gaceta Oficial N° 5.551 del 9 de noviembre de 2001 y puesta en funcionamiento el 21 de noviembre de ese año por intermedio de la Comisión Organizadora del Cuerpo de Investigaciones Científicas, Penales y Criminalísticas. Los estatutos que regulan el personal del CICPC fueron publicados en el 2004 Gaceta Oficial N° 37.923.